# Miltochrista separans
Miltochrista separans är en fjärilsart som beskrevs av De Joannis 1928. Miltochrista separans ingår i släktet Miltochrista och familjen björnspinnare. Inga underarter finns listade i Catalogue of Life.